# Mabel May-Yong
Mabel May-Yong (nacida Alice Mabel Auguste Scharrer, 1884-1945?) fue una actriz de cine alemana de la época del cine mudo, conocida por sus papeles éxoticos y sus vestuarios. Apareció en unas veinte películas durante los primeros años de la República de Weimar.

## Primeros años
May-Yong nació como Alice Mabel Auguste Scharrer, hija del empresario Max Richard Albrecht Scharrer y Elizabeth Ann "Lizzie" Hoa-Mai (de origen chino o vietnamita). Comenzó su carrera como bailarina de danza del vientre, vistiendo trajes provocativos al estilo de Mata-Hari, y adoptó su exótico nombre artístico. May-Yong se casó en Magdeburgo, supuestamente con un miembro de la familia noble Schenck zu Schweinsberg. En octubre de 1914, meses después del inicio de la Primera Guerra Mundial, llegó a Nueva York desde Róterdam en el barco Rotterdam, como baronesa Alice Schenk zu Schweinsberg, casada y residente en Berlín, pero indicando a su padre, Max Scharrer, residente en Magdeburgo, como su pariente más cercano. El New York Times del 28 de octubre de 1914 informó de la llegada al Astor Theatre de "la baronesa Alice Mabel von Schenck zu Schweinsberg, que bailaba en Alemania bajo el nombre de Mabel May Yong". Actuó en el Astor y en el Victoria Theatre y regresó a Alemania en enero de 1915. Cruzó en el mismo barco de vapor que Melvin A. Rise, amigo personal de Woodrow Wilson, quien se acercó al canciller alemán en Berlín "con el fin de sondearles sobre la paz", supuestamente después de que la baronesa (May-Yong) se lo sugiriera a Wilson. La Casa Blanca negó tener conocimiento de ello y se dijo que esta acción socavó la misión de paz del Coronel House al mes siguiente.

## Carrera cinematográfica y vida posterior
May-Yong hizo su primera aparición conocida en una película en 1919 como la reina Nyleptha en Allan Quatermain, la primera adaptación cinematográfica de la novela de 1887. Tras participar en unas 25 películas, sus últimos papeles conocidos fueron en 1923 en Das Kabinett des Dr. Segat y en 1925 en Entsiegelte Lippen. Después desapareció de la vida pública y se desconoce su fecha de fallecimiento.

## Filmografía seleccionada
- The Apprentice Diplomat (1919)
- Indian Revenge (1920)
- The Adventure of Doctor Kircheisen (1921)
- The House of Torment (1921)
- The Flight into Death (1921)
- Women Who Commit Adultery (1922)